# أفيفيلا
أفيفيلا (بالإنجليزية: Afifella)‏ هو جنس ضوئي غيروي التغذية مندرج تحت شعبة المتقلبات (بكتيريا)

## أصل التسمية
سمي هذا الجنس نسبة إلى الفيلسوف والرسام البريطاني س. أفيف، أساساً لتطويره وفهمه للتصنيف كعلم.

## الأنواع
يضم هذا الجنس نوعين هما:
- أفيفيلا بحرية (بالإنجليزية: A. marina)‏ (إيمهوف 1984) أورديين وآخرون. 2009).
- أفيفيلا فنغية (بالإنجليزية: A. pfennigii)‏ (كوميت وآخرون 2007) أورديين وآخرون. 2009،) سمي هذا النوع نسبة لعالم الاحياء الدقيقة الألماني نوربرت بفنغ)